# Mosoc (Centro Sur)
Mosoc ist ein Ort in der Provinz Centro Sur in Äquatorialguinea.

## Geographie
Der Ort liegt an der Grenze zur Provinz Wele-Nzas. Im Süden liegt Aboransama, im Norden verläuft der Grenzfluss Mbini und im Westen der Río Chiguo.

## Klima
Nach dem Köppen-Geiger-System zeichnet sich Mosoc durch ein tropisches Klima mit der Kurzbezeichnung Am aus.